# Aromer blanc
L'aromer blanc o aromer pàl·lid (Leucaena leucocephala) és un arbre lleguminós. Produeix vaines comestibles conegudes amb el mateix nom. La Unió Internacional per a la Conservació de la Natura (IUCN) l'ha classificada a la llista de les 100 espècies invasores més nocives del món.
Mesura de 3 a 7 m d'altura. Les seves fulles són bipinnades. Les seves llavors s'usen en diversos plats, com l'huaxmole. Aquest arbre pot viure uns 50 anys i creix silvestre en zones càlides entre els 800 i els 1700 msnm.
És originària de Mèxic, es troba sobretot en els estats del sud, com són Guerrero, Morelos, Oaxaca i Chiapas; de fet, sembla que el nom d'Oaxaca ve d'Uaxin, lloc on creix l'aromer, que allà es coneix pel nom de huaxyacac, peladera, liliaque, huaje o guaje.